# Capito auratus
A Capito auratus a madarak (Aves) osztályának harkályalakúak (Piciformes) rendjébe, ezen belül a bajuszosmadárfélék (Capitonidae) családjába tartozó faj.

## Előfordulása
A Capito auratus elterjedési területe Brazília, Bolívia, Ecuador, Kolumbia, Peru és Venezuela. Ez a bajuszosmadárféle az Orinoco-medencében és az Amazonas-medencében található meg.

## Alfajai
- Capito auratus auratus
- Capito auratus bolivianus
- Capito auratus insperatus
- Capito auratus punctatus

## Megjelenése

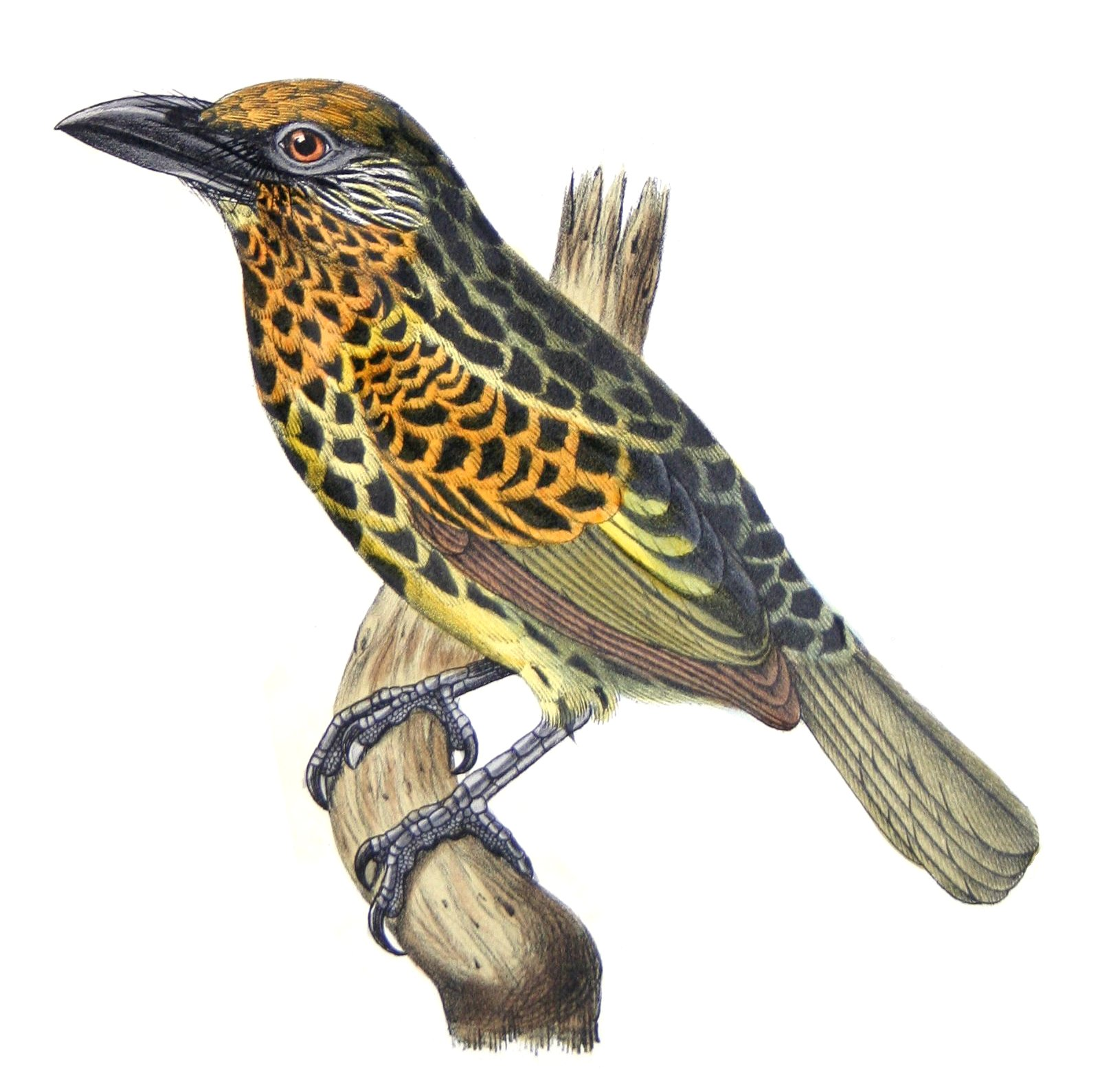
A Capito auratus tojója

A madár körülbelül 20 centiméter hosszú. Mint a legtöbb Capito-fajnak, a Capito auratusnak is nagy feje és tömzsi csőre van. A test háti része, a farok, a szárnyak és a pofája nagyjából fekete színűek. A szárnyain sárga rajzolatok vannak. A szemöldöktől kiinduló sárga sáv a madár oldaláig húzódik. Hasi része halvány sárga, oldala felé fekete csíkozással. Alfajtól függően a torok a vöröstől a narancsszínűig változik, míg a fejtetői tollazat a sötét sárgától a barnás narancssárgáig vagy vöröses narancssárgáig változik. A tojó hasonlít a hímre, de a narancsszínű-sárga sávok több helyett foglalnak el nála, és a fekete hasi csíkok, felnyúlnak a begyi részre. A legnyugatibb alfaj nőstényének, a C. a. punctatus torka fekete. Mindkét nemnek erős piros a szivárványhártyája, szürkék a lábaik, és széles csőrük szürke, fekete színnel végződik.

## Életmódja
A Capito auratus a trópusi, nedves, síkvidéki erdőket kedveli. De azért megtalálható az Andok keleti lábainál is. Tápláléka nagyjából gyümölcsökből áll.

## Rendszertana
Korábban a Capito auratust a pettyeshasú borbélymadár (Capito niger) alfajának tekintették. De manapság, a madár elnyerte az önálló faj rangot.

### Fordítás
- Ez a szócikk részben vagy egészben  a   Gilded Barbet című angol Wikipédia-szócikk ezen változatának fordításán alapul.  Az eredeti cikk szerkesztőit annak laptörténete sorolja fel. Ez a jelzés csupán a megfogalmazás eredetét és a szerzői jogokat jelzi, nem szolgál a cikkben szereplő információk forrásmegjelöléseként.